# Гопалпур (город, Бангладеш)
Гопалпур (бенг. গোপালপুর, англ. Gopalpur) — город и муниципалитет в центральной части Бангладеш, административный центр одноимённого подокруга. 

## История
Муниципалитет основан в 1974 году. 

## Демография
По данным переписи 2001 года, в городе проживало 52 131 человек, из которых мужчины составляли 50,72 %, женщины — соответственно 49,28 %. Уровень грамотности населения составлял 40 % (при среднем по Бангладеш показателе 43,1 %). 